# High Up
High Up est un court métrage de la série Oswald le lapin chanceux, produit par le studio Robert Winkler Productions et sorti le 23 juillet ou le 6 août 1928.

## Fiche technique
- Titre : High Up
- Série : Oswald le lapin chanceux
- Réalisateur : Rollin Hamilton, Rudolf Ising
- Producteur : Charles Mintz
- Production : Robert Winkler Productions
- Distributeur : Universal Pictures
- Date de sortie : 23 juillet[1] ou 6 août[2] 1928
- Format d'image : Noir et Blanc
- Langue : (en)
- Pays :  États-Unis